# روبرت غريفز (ممثل)
روبرت غريفز (بالإنجليزية: Rupert Graves)‏ مواليد 30 يونيو 1963 في سومرست، إنجلترا، المملكة المتحدة، هو ممثل إنجليزي بدأ مسيرته الفنية عام 1978. اشتهر بدوره في مسلسل شرلوك.

## وصلات خارجية
- روبرت غريفز على موقع IMDb (الإنجليزية)
- روبرت غريفز على موقع قاعدة بيانات الأفلام العربية
- روبرت غريفز على موقع ألو سيني (الفرنسية)
- روبرت غريفز على موقع ميوزك برينز (الإنجليزية)
- روبرت غريفز على موقع أول موفي (الإنجليزية)
- روبرت غريفز على موقع قاعدة بيانات برودواي على الإنترنت (الإنجليزية)
- روبرت غريفز على موقع قاعدة بيانات الأفلام السويدية (السويدية)
- روبرت غريفز على موقع إن إن دي بي (الإنجليزية)
- روبرت غريفز على موقع قاعدة بيانات الفيلم (الإنجليزية)
- روبرت غريفز على موقع كينوبويسك (الروسية)
- الموقع الإلكتروني